# Remei Blasco Chàfer
Remei Blasco Chàfer (Carrícola, segle xx) és una periodista valenciana, cap d'informatius de la ràdio i televisió pública valenciana À Punt des del seu inici l'any 2017 fins al 2020.
Llicenciada en Ciències de la Informació per la Universitat de Barcelona, inicia la seua trajectòria al setmanari El Temps fins que s'incorpora el 1989 com a redactora de la secció d'internacional a Ràdiotelevisió Valenciana (RTVV) fins al tancament de la corporació el 2013. Blasco Chàfer també és professora associada al grau de periodisme de la Universitat de València i el 2017 va formar part de l'equip encarregat de la redacció del llibre d'estil del nou mitjà públic À Punt. L'aleshores directora del canal Empar Marco la va proposar per a dirigir els serveis informatius, siguent ratificada pel consell executiu de la corporació.
Blasco deixà la direcció dels informatius d'À Punt l'abril de 2020 i va ser substituïda per la periodista Raquel Ejerique.